# Valérie Pichon
Pour les articles homonymes, voir Pichon.
Valérie Pichon, est une chercheuse en chimie analytique et directrice de recherche française. Elle dirige ses recherches au Laboratoire Sciences analytiques, Bioanalytiques et Miniaturisation à l'Institut Pierre-Gilles de Gennes. En 2022, elle reçoit la médaille d'argent du CNRS.

## Biographie
En 1995, Valérie Pichon soutient sa thèse de doctorat en chimie analytique à l'Université Pierre-et-Marie-Curie sous la direction de Marie-Claire Hennion. En 1996, elle devient maîtresse de conférences à l'École supérieure de physique et de chimie industrielles de la ville de Paris. Elle obtient son habilitation universitaire en 2004, puis elle devient professeure à Sorbonne Université en 2010. En 2014, Elle entre à l'institut Chimie Biologie Innovation et y devient directrice adjointe. Elle y intègre le laboratoire de Sciences Analytiques, Bioanalytiques et Miniaturisation.
Elle reçoit la médaille d'argent du CNRS en 2022 pour ses travaux sur l'extraction de molécules ciblées, souvent à l'état de traces, dans des échantillons complexes tels que le sang, les urines ou encore les eaux minérales naturelles, les sols, les aliments.

## Distinctions et récompenses
- 2022 : Médaille d'argent du CNRS[1]
- 2001 : Prix de la division de chimie analytique de la Société chimique de France[3]